# 奈佐森林公園
奈佐森林公園（なさしんりんこうえん、Nasa Forest Park）は兵庫県豊岡市目坂にあった森林公園、自然公園、キャンプ場である。2024年3月31日で閉園した。

## 概要
1993年7月1日に一部施設を残して仮開設した。標高663mの大岡山の麓に位置し、北に矢次山（標高568m）を望む。周囲を86haの目坂生活環境保全林に囲まれている。保全林の中には全長5.5kmの遊歩道が整備されており、歩きながら森林浴を楽しむことが出来る。
公園には約63種類26000本の木々が植樹され、野鳥の森、昆虫の森、タケノコの森、四季の森などの各種森林が設けられている。
常設テントおよび持込テントサイトのキャンプ場をはじめ、管理棟、炊事棟、キャンプファイヤーなどの各種キャンプ施設に加え、ふれあい館、ローラースケート場を備える 。
例年5月には「奈佐森林公園まつり」を開催しており、各種催し物が実施される。2024年3月31日で閉園した。

## 施設
- 管理棟
- 炊事棟
- ふれあい館
- キャンプ場（常設テント24基）
- キャンプ場（持込テント11区画）
- キャンプファイヤー場
- ローラースケート場
- 多目的広場
- モニュメント広場
- コミュニティ広場
- 東屋1
- 東屋2
- 修景池
- 遊歩道1
- 遊歩道2
- 公衆トイレ
- 水汲み場

## ギャラリー

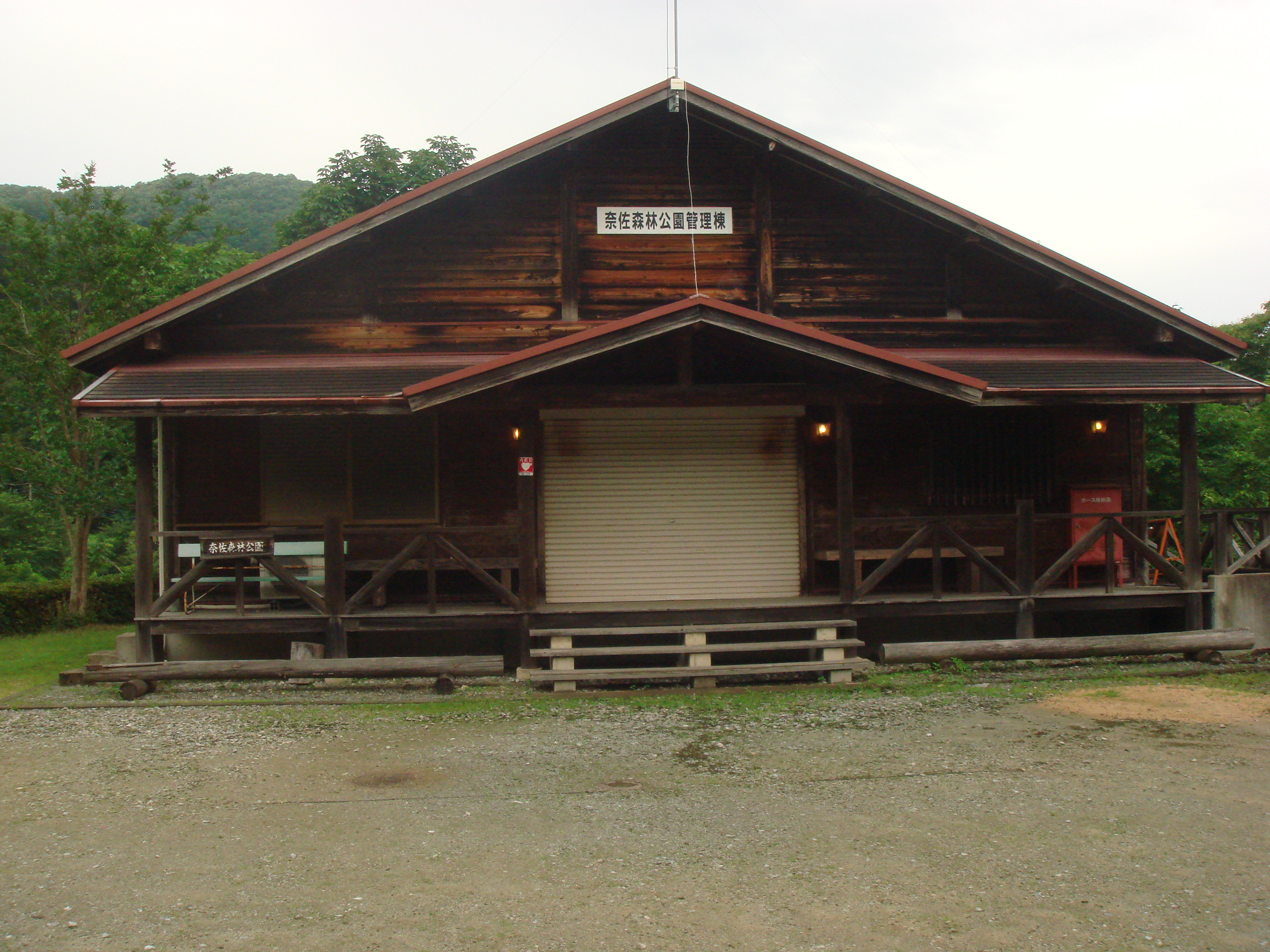
管理棟
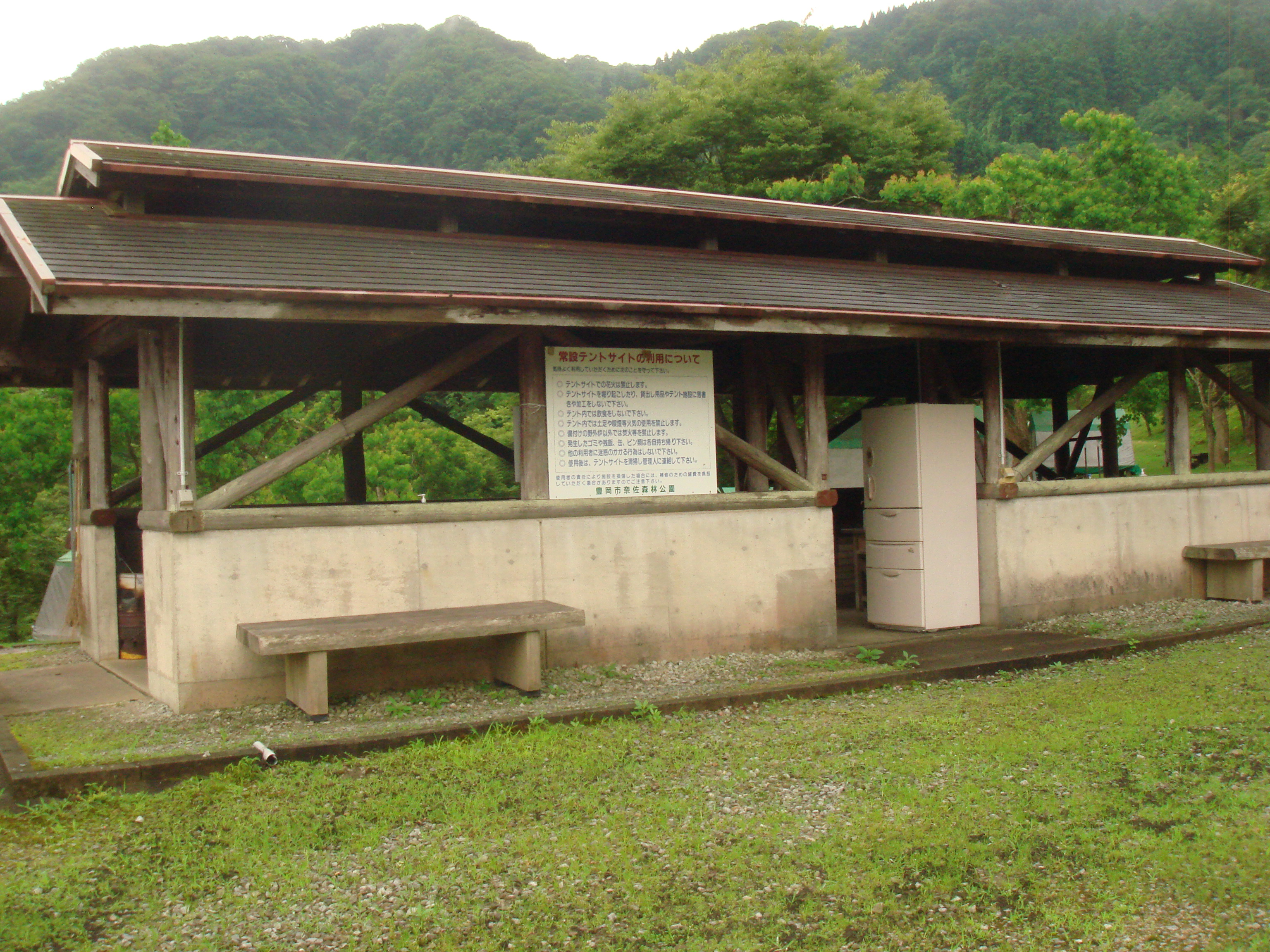
炊事棟
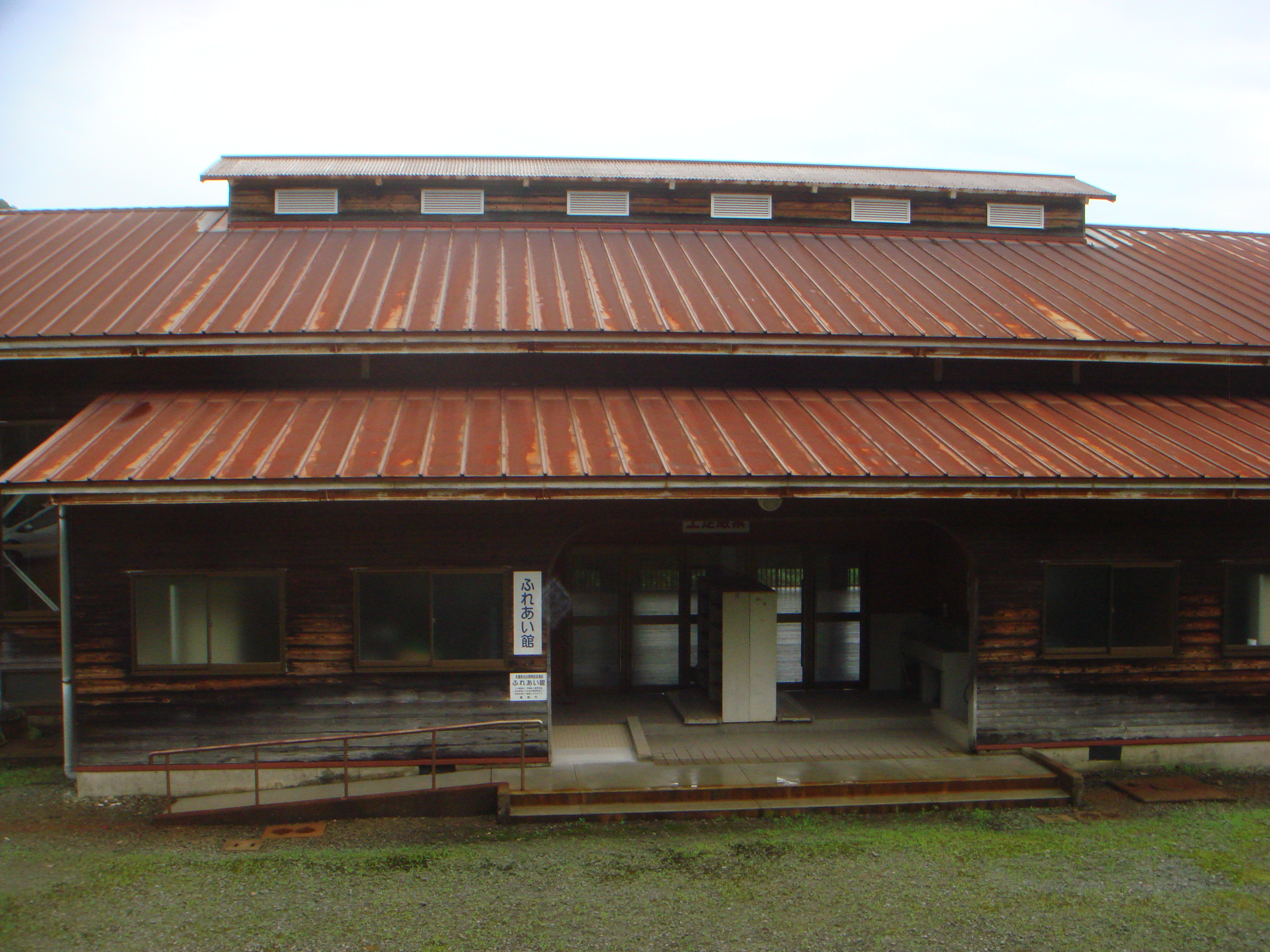
ふれあい館
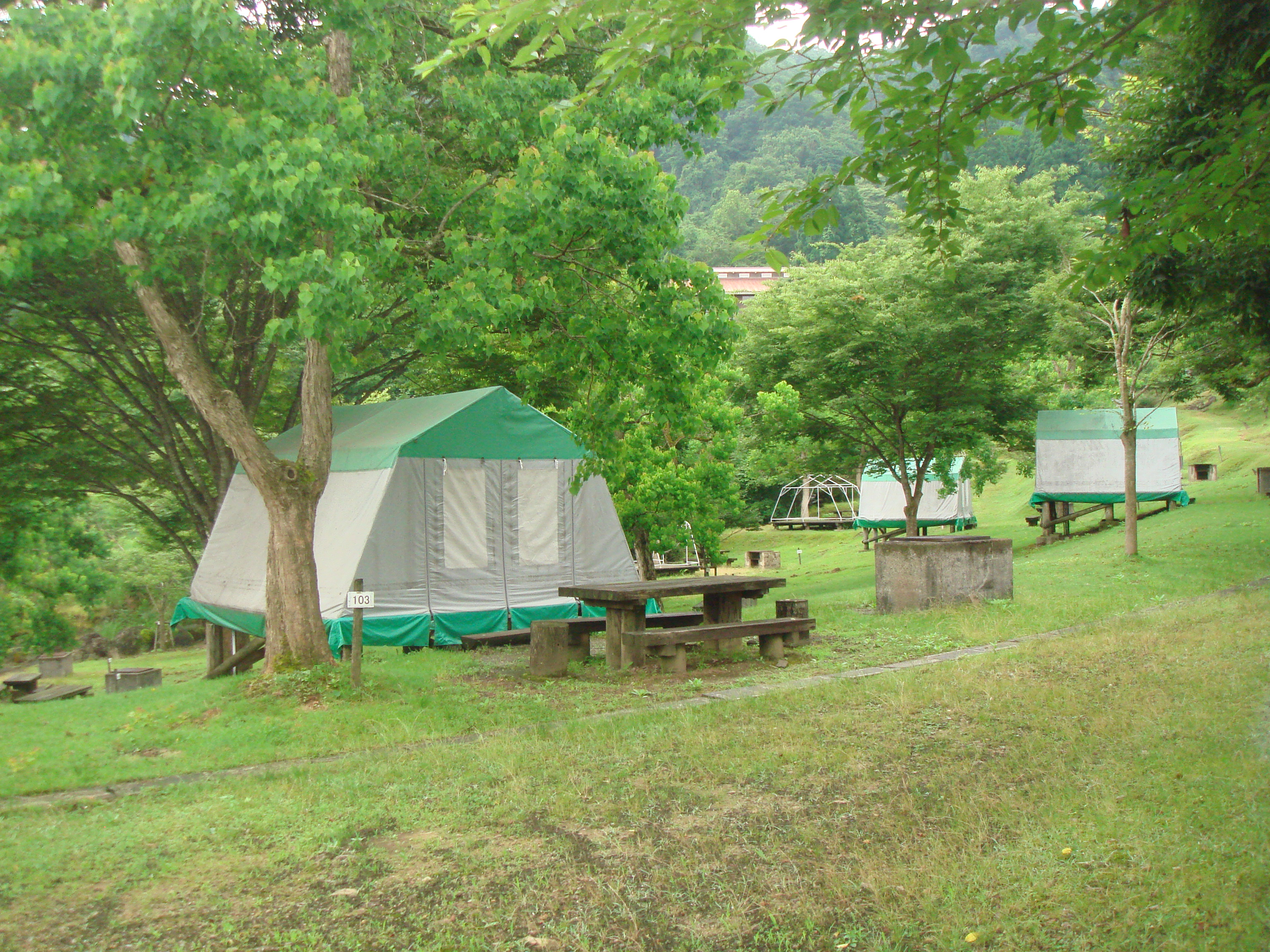
キャンプ場

## 交通
- JR西日本 山陰本線 豊岡駅から「目坂行」全但バス「目坂」下車、徒歩15分[4]

## 所在地
- 兵庫県豊岡市目坂499[4]

## 周辺
- 但馬空港
- 旧大岡寺庭園
- 神鍋高原
  - 神鍋高原スキー場
  - 神鍋高原キャンプ場
  - 道の駅神鍋高原